# NGC 7351
NGC 7351 é uma galáxia lenticular (S0) localizada na direcção da constelação de Aquarius. Possui uma declinação de -04° 26' 39" e uma ascensão recta de 22 horas, 41 minutos e 26,9 segundos.
A galáxia NGC 7351 foi descoberta em 3 de Outubro de 1878 por Édouard Jean-Marie Stephan.